# 2-Aminoizobuterna kiselina
2-Aminoizobuterna kiselina, očo α-aminoizobuterna kiselina (AIB) ili α-metilalanin ili 2-metilalanin, je aminokiselina sa strukturnom formulom . Ona je komponenta pojedinih antibiotika fungalnog porekla, npr. alameticin i pojedinih lantibiotika. Ona se ne ubraja u proteinogene aminokiseline i retko se javlja u prirodi. α-Aminoizobuterna kiselina indukuje formiranje heliksa kod peptida. Njeni oligomeri formiraju 3-10 helikse.
U laboratoriji se 2-aminoizobuterna kiselina može pripremiti iz aceton cijanohidrina, reakcijom sa amonijakom, čemu sledi hidroliza.